# Molophilus tirolensis
Molophilus tirolensis là một loài ruồi trong họ Limoniidae. Chúng phân bố ở miền Cổ bắc.